# 白露大桥
白露大桥是广西柳州的一座跨越柳江的拱桥，工程名为维义大桥，位于柳北区白露街道维义村附近，主跨长288米，桥宽43.5米，双向8车道，是当时广西桥面最宽的跨江大桥。